# 100+ (телеканал)
«Телеканал 100» (також — «Телеканал 100+») — закритий український телеканал. У 2013 році це був канал про активний відпочинок, подорожі та туризм. З 2014 по 2018 рік змінив тематику на політично-соціальну.

## Про телеканал

### Пізнавальний канал
«Телеканал 100» пропонував глядачам різноманітні програми, що охоплюють різні куточки планети та допомагали відчути себе частиною великого світу, досліджуючи його культуру, природу та історію. Також на каналі були програми про різні типи подорожей, від розкішного відпочинку до екстремальних пригод. Глядачі могли дізнатися про найкращі готелі, ресторани, курорти та розваги, а також отримати поради щодо планування подорожей та вибору оптимальних маршрутів.
«Телеканал 100» також пропонував програми про нові туристичні напрямки, актуальні новини туристичного ринку, а також про історію та культуру різних країн, програми про екстремальний відпочинок, медичний туризм та активні види відпочинку. 

Генеральна директорка Марина Творогова так розповідала про концепцію телеканалу: 
|  | «„Телеканал 100“ — це новий концепт українського телебачення, перенасиченого негативною інформацією. Новий телеканал — це не лише можливість подорожувати до центрів світових культур та цивілізацій, дізнаватися про особливості життя різних народів, досліджувати таємниці нашої планети, набути нового досвіду, а й випробувати яскраві враження та відчути себе частинкою великого світу. Це перший позитивний телеканал для всієї родини, який цікавий і дитині від 6 років, і дорослій людині 60 років» |

#### Програми
Телеканал пропонував широку різноманітність пізнавальних та захоплюючих програм туристичного спрямування: 
- «Розкішні подорожі»
- «80 островів навколо світу»
- «Велике фотополювання Дага Гарднера»
- «Музеї світу»
- «Екотуризм»
- «Подорож зі смаком»
- «Пустелі світу»
- «Розкішні маєтки»
- «Міські свята»

та багато інших.

### Політично-соціальний канал
11 березня 2014 року в соціальних мережах керівництво каналу повідомило про те, що 
«Телеканал 100» змінює формат і відтепер програми на каналі будуть соціально-політичної тематики, те ж стосуватиметься і сайту.
Також у канала з'явився слоган: «Телеканал 100 — телеканал народного контролю». Кожну годину гостями студії ставали громадські лідери, впливові політики та відомі митці. Канал працював у прямому ефірі, і кожен глядач міг зателефонувати, зв'язатися зі студією по скайпу, чи висловити свою точку зору в соціальних мережах. 
На початку лютого 2016 року ТОВ «Телеканал-100» повідомило, що припиняє супутникове мовлення у зв’язку зі скрутним матеріальним становищем.

## Логотипи
| Логотип | Опис                                                                                                 |
| ------- | --- |
|         | Перший логотип з 1 червня 2013 по 10 березня 2014 року. Знаходився у правому верхньому кутку.        |
|         | Другий логотип з 11 березня 2014 по 6 серпня 2018 року. Знаходився там само.                         |
|         | Третій логотип. Схожий на другий, але зі знаком +, іншим віддтінком фону і трохи змінений візуально. |

## Ребрендинг
З 6 серпня 2018 року відбувся ребрендинг «Телеканал 100+». Він почав мовити під новою назвою — «Перший Київський» і став ретранслювати одеський телеканал «Перший Міський», збігаючись із одеським мовником таким же логотипом та сіткою мовлення.
Власник мовника — одеський медіахолдинг медіаменеджера Олександра Козиря, якого пов’язують з одеським бізнесменом Володимиром Галантерником. За реєстром кінцевий бенефіціарний власник компанії — громадянин Великої Британії Ігор Гусєв.